# La Union (provincie in de Filipijnen)
La Union is een provincie van de Filipijnen. Het maakt deel uit van Ilocos Region (Region I) en ligt in het uiterste noordwesten van Luzon. De hoofdstad van de provincie en de regio is San Fernando. Bij de census van 2015 telde de provincie bijna 787 duizend inwoners.

## Geografie

### Bestuurlijke indeling
La Union is onderverdeeld in 1 stad en 22 gemeenten.

#### Stad
- San Fernando

#### Gemeenten
| - Agoo - Aringay - Bacnotan - Bagulin - Balaoan - Bangar - Bauang - Burgos - Caba - Luna | - Naguilian - Pugo - Rosario - San Gabriel - San Juan - Santo Tomas - Santol - Sudipen - Tubao |

## Demografie
La Union had bij de census van 2015 een inwoneraantal van 786.653 mensen. Dit waren 44.747 mensen (6,0%) meer dan bij de vorige census van 2010. Ten opzichte van de census van 2000 was het aantal inwoners gegroeid met 128.708 mensen (19,6%). De gemiddelde jaarlijkse groei in die periode kwam daarmee uit op 1,12%, hetgeen lager was dan het landelijk jaarlijks gemiddelde over deze periode (1,72%).

De bevolkingsdichtheid van La Union was ten tijde van de laatste census, met 786.653 inwoners op 1497,7 km², 525,2 mensen per km².

## Economie
Uit cijfers van de National Statistical Coordination Board (NSCB) uit het jaar 2003 blijkt dat 30,2% (13.356 mensen) onder de armoedegrens leefde. In het jaar 2000 was dit 38,4%. La Union is daarmee iets armer als het landelijk gemiddelde van 28,7% en staat 58e op de lijst van provincies met de meeste mensen onder de armoedegrens. Van alle 79 provincies staat La Union 57e op de lijst van provincies met de ergste armoede..